# Palanca-negra
A palanca-negra (português angolano) ou palapala (português moçambicano) (nome científico: Hippotragus niger) é uma espécie de palanca nativa da África oriental e austral. Possui uma pelagem entre castanha e negra, com exceção do focinho e da barriga, que são brancos. Também já foi conhecida como palave.
São reconhecidas quatro subespécies:
- Hippotragus niger niger - palanca-negra-do-sudoeste
- Hippotragus niger kirkii - classificada como vulnerável, Zâmbia Ocidental e centro de Angola
- Hippotragus niger roosevelti - Quénia, Tanzânia e possivelmente Moçambique
- Hippotragus niger variani, palanca-negra-gigante de Angola, criticamente ameaçada[2]

A palanca-negra (especialmente a subespécie palanca-negra-gigante) é frequentemente usada como um dos símbolos de Angola.
Por exemplo, a palanca-negra é o simbolo da Seleção Angolana de Futebol, apelidados de "palancas-negras".
Palanca é também o nome de uma das subdivisões da cidade de Luanda, capital de Angola.